# Ярки (Калининградская область)
Ярки — посёлок в Гвардейском городском округе Калининградской области. До 2014 года входил в состав Славинского сельского поселения.

## История
Поселение Карпау впервые упоминается в документах в 1286 году.
Переименован в Якри в 1946 году

## Население
| 2002 | 2010 |
| ---- | ---- |
| 58   | ↘51  |

В 1910 году в нем проживало 53 человек.